# 軼事證據
軼事證據（英語：anecdotal evidence）是係指來自故事、個人報告等非直接性證據。有些個人報告往往細節詳細、栩栩如生，讓人印象深刻；有些案例則以新聞、八卦的形式被人一傳再傳，造成三人成虎，讓人聽久了便信以為真。
軼事謬誤（anecdotal fallacy），指根據軼事證據做出一般化的推論。由於個人的軼事報告通常不具好的代表性，據此做出的一般化推論通常是不可靠的。

## 誤導性鮮活個案
誤導性鮮活個案（misleading vividness）是軼事謬誤的一種，是選取少數特殊個案，提供非常充分的細節，誘導聽者相信其為一般性的現象。誤導性鮮活個案經常以見證之類的形式表現。

## 外部連結
- （英文）Logical Fallacy: The Anecdotal Fallacy（页面存档备份，存于）